# Petrichor

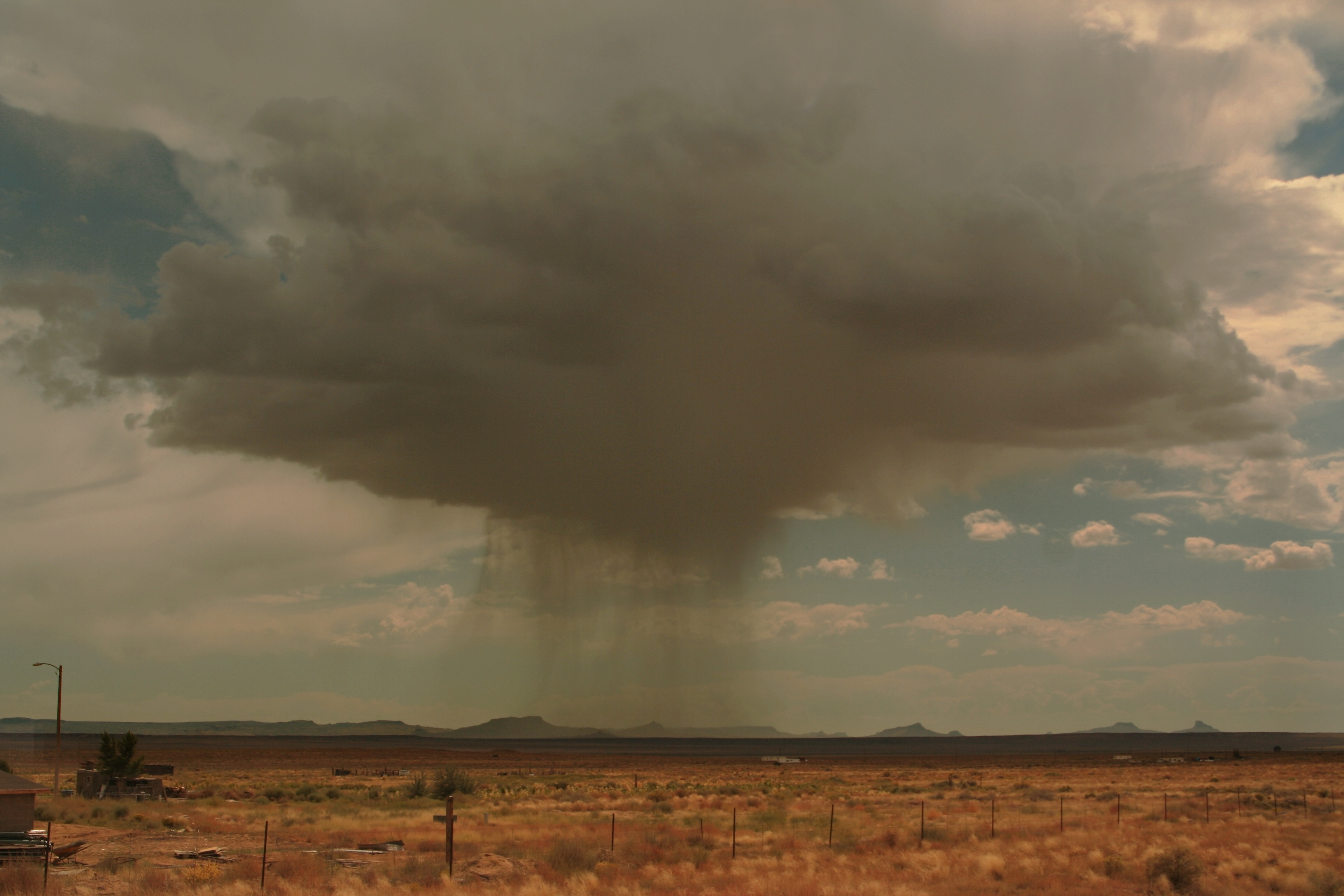
Regen

Als Petrichor wird der Geruch von Regen auf trockener Erde bezeichnet.
Das Wort setzt sich aus altgriechisch πέτρα pétrā „Fels, Felsstück“ oder πέτρος pétros „Stein“ und ἰχώρ īchṓr „Blut der Götter“ zusammen und wurde 1964 von zwei australischen Forschern der CSIRO, Isabel J. Bear und Richard G. Thomas, in einem Artikel für die Fachzeitschrift Nature geprägt. Im Artikel beschreiben die Autoren, wie der Geruch durch ein Öl entsteht, das bestimmte Pflanzen während Trockenperioden absondern, welches wiederum von Tonböden und Gesteinen absorbiert wird. Während des Regens wird das Öl, zusammen mit einer anderen Verbindung namens Geosmin, in die Luft freigesetzt. Durch die Verbindung entsteht der markante Geruch. In einem Folgebericht zeigten Bear und Thomas 1965, dass das Öl die Keimung von Samen und das frühe Pflanzenwachstum verzögert.

## In der Forschung
In seinem Buch Life of Marsupials (Das Leben der Beuteltiere) stellte C. Hugh Tyndale-Biscoe die Hypothese auf, dass der Geruch einen Einfluss auf den Östrus (Brunstzyklus) von Kängurus besitzt. In zwei Studien wurde festgestellt, dass sich 65 % der untersuchten weiblichen Kängurus zwei Wochen nach einem Regenschauer in der Brunst befanden. Da die Ovarialfollikel zehn Tage zum Reifen benötigen, implizierte dies also eine direkte Reaktion auf den Regenschauer. Tyndale-Biscoe ging deshalb davon aus, dass der Geruch durch den Riechnerv einen direkten Reiz an die Hypophyse erzeugt, ähnlich wie Pheromone, und dadurch der Sexualzyklus aktiviert wird. Laut Aussage von Tyndale-Biscoe gibt es dazu jedoch noch keine Untersuchungen.
Auch mit dem Brauch des Erdeessens wird Petrichor in Verbindung gebracht. So beschreibt Sera L. Young in ihrem Buch Craving Earth ethnographische Interviews, bei denen die Testpersonen während ihrer Beschreibung des Geruchs von frisch befeuchteter Erde mit erhöhter Speichelproduktion reagierten. Young sieht Petrichor deshalb als wichtigen Faktor bei der Auswahl für die Eignung des Bodens zum Verzehr.
Forscher des Massachusetts Institute of Technology fanden im Januar 2015 heraus, dass der Regengeruch durch kleine Bläschen hervorgerufen wird, die sich nach Auftreffen der Regentropfen auf einer Oberfläche bilden. Die Bläschen steigen auf und platzen, wodurch sie schließlich aromatische Aerosole freisetzen und den typischen Regengeruch hervorrufen.